# Griva de Doherty
El griva de Doherty (Geokichla dohertyi) és un ocell de la família dels túrdids (Turdidae).

## Hàbitat i distribució
Habita el terra del bosc de les terres baixes de les illes de Lombok, Sumbawa, Sumba, Flores i oest de Timor. a les Illes Petites de la Sonda.